# Kanton Hénin-Beaumont-2
 Hénin-Beaumont-2  is een kanton van het Franse departement Pas-de-Calais. Het kanton maakt deel uit van het arrondissement Lens.
Het kanton Hénin-Beaumont-2 werd  gevormd ingevolge het decreet van 24 februari 2014 met uitwerking op 22 maart 2015 met Hénin-Beaumont als hoofdplaats.

## Gemeenten
Het kanton omvat volgende gemeenten :
- Hénin-Beaumont – deels
- Courcelles-lès-Lens
- Drocourt
- Évin-Malmaison
- Leforest
- Noyelles-Godault